# 아일랜드의 연풍
《아일랜드의 연풍》(Widows' Peak)은 아일랜드에서 제작된 존 어빈 감독의 1994년 영화이다. 미아 패로 등이 주연으로 출연하였다.

## 출연

### 주연
- 미아 패로
- 조안 플로라이트
- 나타샤 리차드슨

### 조연
- 아드리안 던버
- 짐 브로드벤트

## 기타
- 공동제작: 트레이시 시워드
- 미술: 레오 오스틴
- 의상: 콘소라타 보일